# Federazione pallavolistica della Scozia
La Federazione scozzese di pallavolo (eng. Scottish Volleyball Association, SVA) è un'organizzazione fondata per governare la pratica della pallavolo in Scozia.
Organizza il campionato maschile e femminile, e pone sotto la propria egida la nazionale maschile e femminile.
Ha aderito alla FIVB nel 1970.